# Divizia Națională 2020-21
La Divizia Națională 2020-21 fue la edición número 30 de la Divizia Națională. La temporada estaba programada para comenzar el 14 de marzo de 2020, pero debido a la Pandemia de COVID-19 en Moldavia, los partidos de apertura de la temporada se retrasaron al menos hasta el 3 de julio de 2020. La temporada estaba programada para finalizar el 7 de noviembre de 2020, pero finalizó el 26 de mayo de 2021.

## Sistema de disputa[2]
Los 10 equipos se enfrentaron bajo el sistema de todos contra todos en cuatro ocasiones. Al final de la temporada, el equipo que consiguió la mayor cantidad de puntos fue campeón, y obtuvo la clasificación a la Primera ronda previa de la Liga de Campeones de la UEFA 2021-22. Los equipos ubicados en la segunda y tercera posición accedieron a la Primera ronda clasificatoria de la Liga de Conferencia Europa de la UEFA 2021-22. Por otro lado, el club que ocupó la última posición descendió a la Divizia A 2021-22.

## Equipos participantes
| Equipo             | Ciudad    | Estadio                     | Capacidad |
| ------------------ | --------- | --------------------------- | --------- |
| Codru Lozova       | Lozova    | Ghidighici Stadionul        | 1.500     |
| Dacia Buiucani     | Chisináu  | CSCT Buiucani               | 300       |
| Dinamo Tiraspol    | Tiráspol  | Estadio Dinamo-Auto         | 3.525     |
| Florești           | Florești  | Stadionul Izvoare           | 1.000     |
| Milsami Orhei      | Orhei     | Complejo Deportivo de Orhei | 2.539     |
| Petrocub Hîncești  | Hîncești  | Stadionul Municipal         | 1.500     |
| Sfîntul Gheorghe   | Suruceni  | Estadio Suruceni            | 1.000     |
| Sheriff Tiraspol   | Tiráspol  | Estadio Sheriff             | 13.460    |
| Speranța Nisporeni | Nisporeni | Complejo Deportivo de Orhei | 2.539     |
| Zimbru Chișinău    | Chisináu  | Estadio Zimbru              | 10.500    |

### Ascensos y descensos
| Pos. | Ascendidos de Divizia A 2019 |
| ---- | ---------------------------- |
| 1    | Florești                     |
| 2    | Dacia Buiucani               |

| Pos. | Descendidos de División Nacional 2019 |
| ---- | ------------------------------------- |
| x    | No hubo                               |

## Tabla de posiciones
| Pos. | Equipo               | Pts. | PJ | G  | E  | P  | GF  | GC  | Dif. | Clasificación 2020-21                          |
| ---- | -------------------- | ---- | -- | -- | -- | -- | --- | --- | ---- | ---------------------------------------------- |
| 1    | Sheriff Tiraspol (C) | 99   | 36 | 32 | 3  | 1  | 116 | 7   | +109 | Primera ronda de la Liga de Campeones          |
| 2    | Petrocub-Hîncești    | 83   | 36 | 25 | 8  | 3  | 82  | 18  | +64  | Primera Ronda de la Liga de Conferencia Europa |
| 3    | Milsami Orhei        | 73   | 36 | 22 | 7  | 7  | 71  | 37  | +34  | Primera Ronda de la Liga de Conferencia Europa |
| 4    | Sfîntul Gheorghe     | 67   | 36 | 21 | 4  | 11 | 65  | 43  | +22  | Primera Ronda de la Liga de Conferencia Europa |
| 5    | Dacia Buiucani       | 48   | 36 | 13 | 9  | 14 | 44  | 45  | −1   | Descendido                                     |
| 6    | Dinamo-Auto          | 48   | 36 | 12 | 12 | 12 | 53  | 58  | −5   |                                                |
| 7    | Florești             | 32   | 36 | 9  | 5  | 22 | 37  | 85  | −48  |                                                |
| 8    | Zimbru Chișinău      | 25   | 36 | 6  | 7  | 23 | 39  | 63  | −24  |                                                |
| 9    | Speranța Nisporeni   | 23   | 36 | 5  | 8  | 23 | 29  | 87  | −58  | Club expulsado                                 |
| 10   | Codru Lozova (D)     | 9    | 36 | 2  | 3  | 31 | 26  | 119 | −93  | Se retiró                                      |

Actualizado a los partidos jugados el 26 de mayo de 2021.
 Fuente: Soccerway
Notas:
1. ↑  Dacia Buiucani ha sido descendido voluntariamente por motivos económicos y participará en la liga de segunda división la próxima temporada.[4]
2. ↑  Speranța Nisporeni no pudo llegar para sus juegos de la ronda 33 y 34 y, posteriormente, fue expulsada de la competencia. Todos los partidos restantes se otorgan 0-3 contra ellos.[5]

## Tabla de resultados cruzados
| Local \ Visitante  | COD | DAC | DIN | FLO | MIL | PET | SFÎ | SHE | SPE | ZIM |
| ------------------ | --- | --- | --- | --- | --- | --- | --- | --- | --- | --- |
| Codru Lozova       | —   | 0–1 | 1–4 | 1–1 | 1–4 | 1–4 | 0–0 | 1–2 | 0–1 | 0–2 |
| Dacia Buiucani     | 4–0 | —   | 4–0 | 2–0 | 0–0 | 0–0 | 0–4 | 0–3 | 0–3 | 2–1 |
| Dinamo-Auto        | 7–0 | 1–0 | —   | 3–1 | 1–1 | 1–1 | 0–1 | 1–2 | 3–3 | 1–1 |
| Florești           | 1–0 | 1–0 | 0–5 | —   | 0–4 | 0–4 | 1–4 | 0–1 | 1–1 | 1–0 |
| Milsami Orhei      | 3–1 | 2–0 | 1–0 | 3–0 | —   | 0–0 | 1–1 | 0–1 | 3–0 | 2–0 |
| Petrocub-Hîncești  | 7–0 | 2–0 | 3–1 | 4–0 | 1–2 | —   | 1–0 | 1–0 | 2–0 | 2–0 |
| Sfîntul Gheorghe   | 5–1 | 2–1 | 1–1 | 2–0 | 3–1 | 0–4 | —   | 0–1 | 1–0 | 2–0 |
| Sheriff Tiraspol   | 6–0 | 0–0 | 6–0 | 5–0 | 1–0 | 4–1 | 4–1 | —   | 2–0 | 2–0 |
| Speranța Nisporeni | 3–0 | 0–0 | 1–2 | 0–0 | 0–1 | 1–4 | 0–2 | 1–2 | —   | 2–2 |
| Zimbru Chișinău    | 3–1 | 0–1 | 0–0 | 0–2 | 0–1 | 0–1 | 1–3 | 0–4 | 0–2 | —   |

| Local \ Visitante  | COD | DAC | DIN | FLO | MIL | PET | SFÎ | SHE  | SPE | ZIM |
| ------------------ | --- | --- | --- | --- | --- | --- | --- | ---- | --- | --- |
| Codru Lozova       | —   | 0–4 | 0–2 | 2–1 | 2–4 | 1–9 | 1–2 | 0–6  | 1–2 | 1–5 |
| Dacia Buiucani     | 5–1 | —   | 2–1 | 2–2 | 0–0 | 1–2 | 1–0 | 0–4  | 4–1 | 1–1 |
| Dinamo-Auto        | 1–0 | 1–1 | —   | 2–1 | 2–0 | 0–0 | 0–2 | 0–7  | 0–0 | 3–0 |
| Florești           | 2–1 | 2–0 | 4–1 | —   | 2–5 | 0–1 | 0–4 | 0–3  | 4–4 | 3–1 |
| Milsami Orhei      | 7–2 | 3–0 | 2–2 | 3–2 | —   | 1–3 | 2–1 | 0–1  | 3–0 | 2–1 |
| Petrocub-Hîncești  | 1–0 | 4–1 | 1–1 | 4–0 | 1–1 | —   | 2–0 | 0–1  | 3–0 | 3–0 |
| Sfîntul Gheorghe   | 2–2 | 2–0 | 3–1 | 3–2 | 1–3 | 0–3 | —   | 0–2  | 3–0 | 4–3 |
| Sheriff Tiraspol   | 6–0 | 1–1 | 7–0 | 6–0 | 6–0 | 0–0 | 2–0 | —    | 3–0 | 1–0 |
| Speranța Nisporeni | 0–3 | 0–3 | 0–4 | 1–3 | 0–4 | 1–3 | 0–3 | 0–10 | —   | 2–2 |
| Zimbru Chișinău    | 2–1 | 1–3 | 1–1 | 3–0 | 1–2 | 0–0 | 2–3 | 0–4  | 6–0 | —   |

## Goleadores
Actualizado el 26 de mayo de 2021.
| Pos. | Jugador                    | Equipo                  | Goles |
| ---- | -------------------------- | ----------------------- | ----- |
| 1    | Frank Castañeda            | FC Sheriff Tiraspol     | 28    |
| 2    | Vladimir Ambros            | FC Petrocub Hîncești    | 16    |
| 3    | Alexandru Antoniuc         | FC Milsami Orhei        | 15    |
| 4    | Roman Volkov               | FC Sfîntul Gheorghe     | 12    |
| 4    | Maxim Mihaliov             | FC Dinamo-Auto Tiraspol | 12    |
| 6    | Sergiu Plătică             | FC Petrocub Hîncești    | 11    |
| 6    | Andrei Cobeţ               | FC Florești             | 11    |
| 8    | Vadim Crîcimari            | FC Dacia Buiucani       | 10    |
| 8    | Dimitris Kolovos           | FC Sheriff Tiraspol     | 10    |
| 8    | Artur Pătras               | FC Zimbru Chișinău      | 10    |
| 8    | Artiom Puntus              | FC Milsami Orhei        | 10    |
| 12   | Adama Traoré               | FC Sheriff Tiraspol     | 9     |
| 12   | Iaser Țurcan               | FC Petrocub Hîncești    | 9     |
| 12   | Lovro Bizjak               | FC Sheriff Tiraspol     | 9     |
| 15   | Sergiu Nazar               | FC Milsami Orhei        | 8     |
| 15   | Victor Stînă               | FC Sfîntul Gheorghe     | 8     |
| 15   | Andriy Blyznychenko        | FC Sheriff Tiraspol     | 8     |
| 18   | Alexandru Dedov            | FC Milsami Orhei        | 7     |
| 18   | Ion Jardan                 | FC Petrocub Hîncești    | 7     |
| 18   | Vadim Paireli              | FC Dinamo-Auto Tiraspol | 7     |
| 18   | Shahrom Samiyev            | FC Dinamo-Auto Tiraspol | 7     |
| 18   | Peter Wilson               | FC Sheriff Tiraspol     | 7     |
| 18   | Vadim Gulceac              | FC Petrocub Hîncești    | 7     |
| 18   | Ion Drăgan                 | FC Milsami Orhei        | 7     |
| 25   | Alexandru Suvorov          | FC Sfîntul Gheorghe     | 6     |
| 25   | Mihail Ghecev              | FC Sfîntul Gheorghe     | 6     |
| 25   | Dan Pîslă                  | FC Milsami Orhei        | 6     |
| 25   | Corneliu Cotogoi           | FC Dacia Buiucani       | 6     |
| 25   | Dumitru Demian             | FC Dacia Buiucani       | 6     |
| 30   | Alexandru Onica            | FC Petrocub Hîncești    | 5     |
| 30   | Richard Gadze              | FC Sheriff Tiraspol     | 5     |
| 30   | Vasile Jardan              | FC Milsami Orhei        | 5     |
| 30   | Serghei Trofan             | CSF Speranța Nisporeni  | 5     |
| 30   | Nicolai Solodovnicov       | FC Sfîntul Gheorghe     | 5     |
| 30   | Anatole Abang              | FC Sheriff Tiraspol     | 5     |
| 30   | Marin Căruntu              | FC Dacia Buiucani       | 5     |
| 30   | Dmitri Mandrichenko        | FC Sfîntul Gheorghe     | 5     |
| 30   | Peter Banda                | FC Sheriff Tiraspol     | 5     |
| 30   | Mihail Plătică             | FC Petrocub Hîncești    | 5     |
| 30   | Nadrey Ange Stephan Dago   | FC Sheriff Tiraspol     | 5     |
| 30   | Artem Fedorov              | FC Dinamo-Auto Tiraspol | 5     |
| 42   | Oleksandr Yermachenko      | CSF Speranța Nisporeni  | 4     |
| 42   | Eugen Slivca               | FC Sfîntul Gheorghe     | 4     |
| 42   | Dmitri Maneacov            | FC Florești             | 4     |
| 42   | Dan Taras                  | FC Petrocub Hîncești    | 4     |
| 42   | Saleh Yahaya               | FC Zimbru Chișinău      | 4     |
| 42   | Cristian Dani              | FC Zimbru Chișinău      | 4     |
| 42   | Sébastien Thill            | FC Sheriff Tiraspol     | 4     |
| 42   | Artem Litviakov            | FC Dinamo-Auto Tiraspol | 4     |
| 42   | Vadim Cemîrtan             | FC Dinamo-Auto Tiraspol | 4     |
| 51   | Vladimir Ghenaitis         | FC Florești             | 3     |
| 51   | Petru Ojog                 | FC Sfîntul Gheorghe     | 3     |
| 51   | Petru Neagu                | FC Zimbru Chișinău      | 3     |
| 51   | Dumitru Bivol              | FC Dacia Buiucani       | 3     |
| 51   | Maxim Antoniuc             | FC Milsami Orhei        | 3     |
| 51   | Marius Manole              | FC Codru Lozova         | 3     |
| 51   | Ioan-Călin Revenco         | FC Dacia Buiucani       | 3     |
| 51   | Alexandru Bejan            | FC Petrocub Hîncești    | 3     |
| 51   | Vasile Stefu               | FC Zimbru Chișinău      | 3     |
| 51   | Dmytro Kozban              | CSF Speranța Nisporeni  | 3     |
| 51   | Eugeniu Rebenja            | FC Florești             | 3     |
| 51   | Rifet Kapić                | FC Sheriff Tiraspol     | 3     |
| 51   | Yehor Kondratiuk           | FC Dacia Buiucani       | 3     |
| 51   | Igor Bondarenco            | FC Florești             | 3     |
| 51   | Andriy Yakovlev            | CSF Speranța Nisporeni  | 3     |
| 51   | Gabrijel Boban             | FC Sheriff Tiraspol     | 3     |
| 51   | Artem Pestryakov           | FC Codru Lozova         | 3     |
| 51   | Constantin Bogdan          | FC Milsami Orhei        | 3     |
| 51   | Arcadie Rusu               | CSF Speranța Nisporeni  | 3     |
| 51   | Alexei Ciopa               | FC Zimbru Chișinău      | 3     |
| 51   | Dumitru Rogac              | FC Dinamo-Auto Tiraspol | 3     |
| 51   | Vladimir Covcenco          | FC Florești             | 3     |
| 51   | Vitus Amougui              | FC Milsami Orhei        | 3     |
| 51   | Dmitri Semirov             | FC Florești             | 3     |
| 75   | Serghei Bobrov             | FC Florești             | 2     |
| 75   | Petru Racu                 | FC Petrocub Hîncești    | 2     |
| 75   | Ilie Damașcan              | FC Petrocub Hîncești    | 2     |
| 75   | Oleg Crețul                | FC Codru Lozova         | 2     |
| 75   | Maksym Pyrohov             | FC Dinamo-Auto Tiraspol | 2     |
| 75   | Jacques Onana Ndzomo       | FC Petrocub Hîncești    | 2     |
| 75   | Okezie Prince Ebenezer     | FC Zimbru Chișinău      | 2     |
| 75   | Andrei Bursuc              | CSF Speranța Nisporeni  | 2     |
| 75   | William Parra Sinisterra   | FC Sheriff Tiraspol     | 2     |
| 75   | Ion Lacusta                | FC Codru Lozova         | 2     |
| 75   | Nicu Namalovan             | FC Dacia Buiucani       | 2     |
| 75   | Aliyu Yau Adam             | FC Sfîntul Gheorghe     | 2     |
| 75   | Vitalie Plămădeală         | FC Sfîntul Gheorghe     | 2     |
| 75   | Andrei Cojocari            | FC Petrocub Hîncești    | 2     |
| 75   | Ștefan Burghiu             | FC Zimbru Chișinău      | 2     |
| 75   | Aleksander Dhamo           | FC Codru Lozova         | 2     |
| 75   | Gustavo Dulanto            | FC Sheriff Tiraspol     | 2     |
| 75   | Nicolae Nemerenco          | FC Dacia Buiucani       | 2     |
| 75   | Yevhen Smirnov             | FC Sfîntul Gheorghe     | 2     |
| 75   | Max Veloso                 | FC Sheriff Tiraspol     | 2     |
| 75   | Renat Mochulyak            | FC Sfîntul Gheorghe     | 2     |
| 96   | Ghoerghe Andronic          | CSF Speranța Nisporeni  | 1     |
| 96   | Ilya Azyavin               | FC Codru Lozova         | 1     |
| 96   | Alexandr Belousov          | FC Dinamo-Auto Tiraspol | 1     |
| 96   | Vadim Bolohan              | FC Milsami Orhei        | 1     |
| 96   | Gheorghe Brînzaniuc        | FC Zimbru Chișinău      | 1     |
| 96   | Igor Bugaev                | FC Florești             | 1     |
| 96   | Octavian Bulat             | FC Dinamo-Auto Tiraspol | 1     |
| 96   | Maxim Calincov             | FC Codru Lozova         | 1     |
| 96   | Artiom Carastoian          | FC Sfîntul Gheorghe     | 1     |
| 96   | Anatoli Cheptine           | FC Florești             | 1     |
| 96   | Igor Chiperi               | FC Dinamo-Auto Tiraspol | 1     |
| 96   | Anatolie Ciuntu            | FC Codru Lozova         | 1     |
| 96   | Vasile Cojocaru            | FC Codru Lozova         | 1     |
| 96   | Grigore Coșcodan           | FC Florești             | 1     |
| 96   | Vadim Crăvcescu            | FC Dacia Buiucani       | 1     |
| 96   | Cristiano da Silva Leite   | FC Sheriff Tiraspol     | 1     |
| 96   | Sebastian Dahlström        | FC Sheriff Tiraspol     | 1     |
| 96   | Vadim Dijinari             | FC Dinamo-Auto Tiraspol | 1     |
| 96   | Donalio Melachio Douanla   | FC Petrocub Hîncești    | 1     |
| 96   | Ștefan Efros               | FC Petrocub Hîncești    | 1     |
| 96   | Hamed Foundikou            | FC Codru Lozova         | 1     |
| 96   | Denis Furtună              | FC Dacia Buiucani       | 1     |
| 96   | Rostislav Garganciuc       | FC Codru Lozova         | 1     |
| 96   | Omar Gaye                  | FC Milsami Orhei        | 1     |
| 96   | Dan Guştiuc                | CSF Speranța Nisporeni  | 1     |
| 96   | Ion Ibrean                 | FC Codru Lozova         | 1     |
| 96   | Marius Iosipoi             | FC Dacia Buiucani       | 1     |
| 96   | Nichita Iurașco            | FC Milsami Orhei        | 1     |
| 96   | Maxim Iurcu                | FC Sfîntul Gheorghe     | 1     |
| 96   | Keston Julien              | FC Sheriff Tiraspol     | 1     |
| 96   | Igor Lambarschi            | FC Milsami Orhei        | 1     |
| 96   | Petru Leuca                | FC Dinamo-Auto Tiraspol | 1     |
| 96   | Andrej Lukić               | FC Sheriff Tiraspol     | 1     |
| 96   | Teodor Lungu               | FC Sfîntul Gheorghe     | 1     |
| 96   | Nichita Maltev             | FC Codru Lozova         | 1     |
| 96   | Oleg Martin                | FC Milsami Orhei        | 1     |
| 96   | Alec Mudimu                | FC Sheriff Tiraspol     | 1     |
| 96   | Daniel Muntean             | FC Zimbru Chișinău      | 1     |
| 96   | Bohdan Mytsyk              | FC Codru Lozova         | 1     |
| 96   | Ousmane N'Diaye            | FC Sheriff Tiraspol     | 1     |
| 96   | Dmytro Nagiyev             | FC Dinamo-Auto Tiraspol | 1     |
| 96   | Oleksandr Nasonov          | CSF Speranța Nisporeni  | 1     |
| 96   | Vladyslav Pavlenko         | CSF Speranța Nisporeni  | 1     |
| 96   | Charles Petro              | FC Sheriff Tiraspol     | 1     |
| 96   | Veaceslav Posmac           | FC Sheriff Tiraspol     | 1     |
| 96   | Ion Postica                | FC Zimbru Chișinău      | 1     |
| 96   | Maxim Potîrniche           | FC Petrocub Hîncești    | 1     |
| 96   | Dan Puscas                 | FC Dinamo-Auto Tiraspol | 1     |
| 96   | Constantin Sandu           | CSF Speranța Nisporeni  | 1     |
| 96   | Jhonata Pereira Dos Santos | FC Zimbru Chișinău      | 1     |
| 96   | Serghei Sviranenco         | FC Sfîntul Gheorghe     | 1     |
| 96   | Nikolay Vdovichenko        | FC Codru Lozova         | 1     |
| 96   | Vadym Voronchenko          | CSF Speranța Nisporeni  | 1     |
| 96   | Danil Kuznetsov            | FC Zimbru Chișinău      | 1     |
| 96   | Eugen Zasavițchi           | FC Milsami Orhei        | 1     |
| 96   | Artur Barabaș              | FC Zimbru Chișinău      | 1     |
| 96   | Artiom Zeleniuc            | FC Florești             | 1     |